# محامي تحت التمرين (فلم)
محامى تحت التمرين هو فيلم مصري، من تأليف لينين الرملي وإخراج عمر عبد العزيز، ومن إنتاج الشركة المصرية للسينما، وبطولة كل من محمد صبحي ، إلهام شاهين ، حسين الشربيني ، المنتصر بالله .

## القصة
تدور قصة الفيلم حول ( عادل ) الذي تخرج في كلية الحقوق، ويعمل محاميًا، يبحث عن حقوق الناس، رجل لايخالف ضميره، يبدأ حياته في مكتب محام كبير ( رحمى ) وهو رجل يتعامل بمنطق السوق، وليس منطق الحق و يستغِل مكتب المحاماة الذي يرأسه في الكسب بطرق غير مشروعة تأتي إلى رحمى  وردة تستنجِد به بعد التشاجُر مع هريدي بعد أن أعتقدت أنها قتلته خلال مشاجرة. ، يقوم رحمي باستكتابِها توكيل عام، ليسرِق من خلالهُ كل ثروتها التي ورثتها عن والدها يحاول منصف إنقاذها من شور رحمى وهريدى، وإقناعها بتسليم نفسها حيث كانت في حالة دفاع عن النفس. ويعرف منصف الحقيقة ويبلغها بأن هريدى لم يقتل وأن رحمى ود ابتزازها للاستيلاء على أموالها ويقوم الاثنان بالإبلاغ عن رحمى وهريدى بقسم الشرطة، ويهربان بعد أن تأكد من أخلاص منصف.

## الممثلون
- محمد صبحي
- إلهام شاهين
- حسين الشربيني
- المنتصر بالله
- ممدوح وافي
- سيد صادق
- أحمد مرسي
- محمد أبو حشيش
- نورا عبدالعزيز
- سعيد رضوان
- ناجي سعد
- أحمد كمال
- محمد توفيق
- صلاح صادق
- سامية محسن

## وصلات خارجية
الفيلم في قاعدة بيانات الأفلام العربية